# Lisca (trener)
Lisca, właśc. Luiz Carlos Cirne Lima de Lorenzi (ur. 11 sierpnia 1972 w Porto Alegre) – brazylijski trener piłkarski.

## Kariera trenerska
Lisca nigdy zawodowo nie grał w piłkę nożną, a w 1990 roku rozpoczął trenerską karierę w zespole młodzieżowym SC Internacional. Potem pracował z zespołem młodzieżowym São Paulo, po czym powrócił do kierowania młodzieżą Internacionalu. Pierwsze doświadczenie w roli głównego trenera zdobył w Ulbra-RS. Wrócił do dowodzenia zespołem młodzieży, tym razem Grêmio i Fluminense FC. Następnie powrócił po raz trzeci do trenowania młodzieży Internacionalu.
Od 2007 roku trenował kluby Brasil de Pelotas, Juventude B, Porto Alegre, Luverdense, Caxias, Novo Hamburgo, EC Juventude, Náutico i Sampaio Corrêa.

## Sukcesy i odznaczenia

### Sukcesy trenerskie
Porto Alegre
- mistrz Campeonato Gaúcho – 2ª Divisão: 2009

Luverdense
- zdobywca Copa MT: 2011

Juventude
- zdobywca Copa FGF: 2012